# Прокурор

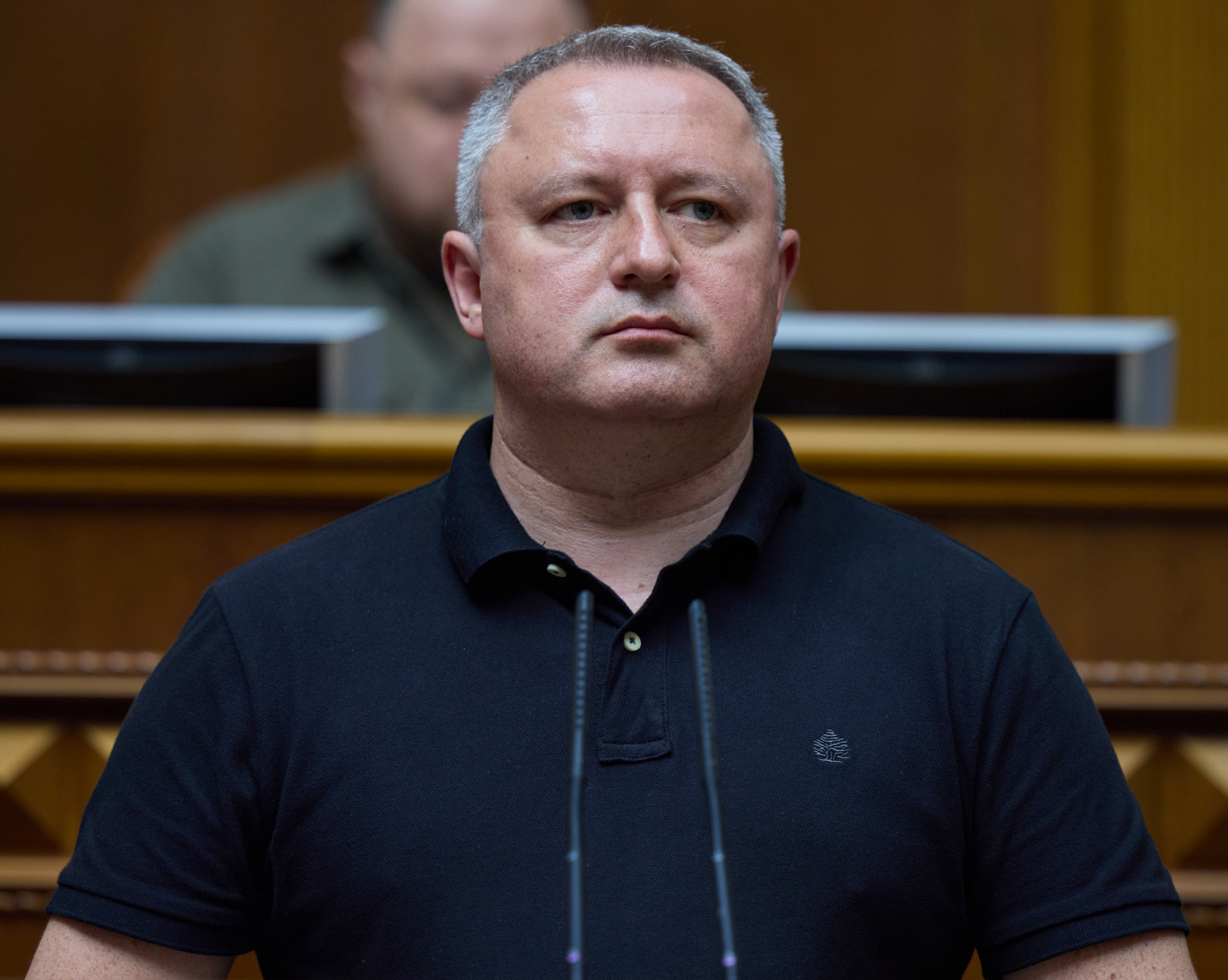
17-й Генеральний прокурор України — Андрій Костін від 28 липня 2022

Прокуро́р (лат. procurare — «розпоряджатися, піклуватися») — головний законний представник обвинувачення в країнах цивільного права з системою слідства або в країнах загального права (англ. common law), що прийняли змагальну систему. Обвинувачення — сторона, що відповідає за виклад доказів проти особи, підозрюваної в здійсненні правопорушення, в ході судового розгляду у кримінальній справі, простими словами, прокурор намагається довести вину обвинувачуваного.

## Функція
Функції прокурорів в різних країнах різні і багато в чому визначаються історичним розвитком. У Королівстві Польському та Великому князівстві Литовському головні прокурори називались інстигаторами. 

## Країни континентального права
Прокурори зазвичай є державними службовцями, які мають вищу освіту за спеціальністю (юриспруденція) і пройшли додаткову підготовку у сфері виконання правосуддя. У деяких країнах, напр. Франції, вони належать до тієї ж категорії державних службовців, що й судді.

### Україна
Згідно зі ст. 131-1  Конституції України прокуратуру в Україні очолює Генеральний прокурор, якого призначає на посаду та звільняє з посади за згодою Верховної Ради України Президент України. Строк повноважень Генерального прокурора становить шість років. Одна й та сама особа не може обіймати посаду Генерального прокурора два терміни поспіль. Дострокове звільнення з посади Генерального прокурора здійснюється лише у випадках і з підстав, визначених цією Конституцією та законом.
Прокурором місцевої прокуратури може бути призначено громадянина України, який має вищу юридичну освіту, стаж роботи в галузі права не менше двох років та володіє державною мовою. Прокурором регіональної прокуратури може бути призначено громадянина України, який має стаж роботи в галузі права не менше трьох років. Прокурором Генеральної прокуратури України може бути призначено громадянина України, який має стаж роботи в галузі права не менше п’яти років. Прокурором Спеціалізованої антикорупційної прокуратури може бути призначено особу, яка має вищу юридичну освіту, стаж роботи в галузі права не менше п’яти років та володіє державною мовою (ст. 27 Закону України «Про прокуратуру»).
На посаду Генерального прокурора України може бути призначено громадянина України, який: 1) має вищу освіту та стаж роботи в галузі права або досвід роботи у законодавчому та/або правоохоронному органі не менше п’яти років; 2) володіє державною мовою; 3) має високі морально-ділові, професійні якості та організаторські здібності (ст. 40 Закону України «Про прокуратуру»).
У кримінальному процесі прокурор виконує функцію нагляду, керівництва слідством, підтримання обвинувачення в суді та представництва інтересів громадян чи держави. Нагляд за законністю досудового слідства - традиційна і одна з основних функцій прокурора. 
Нагляд – це відповідна до закону діяльність прокурора щодо контролю за законністю та забезпеченням верховенства права органами досудового слідства, оперативно-розшукової юрисдикції та органами, які проваджують дізнання. 
Прокурор, здійснюючи нагляд за додержанням законів у кримінальних провадженнях та інші надані йому функції, відповідно до  ч. 2 ст. 36 КПК України, має право: 1) починати досудове розслідування за наявності підстав, передбачених цим законом; 2) мати повний доступ до матеріалів, документів та інших відомостей, що стосуються досудового розслідування; 3) доручати органу досудового розслідування проведення досудового розслідування; 4) доручати слідчому, органу досудового розслідування проведення у встановлений прокурором строк слідчих (розшукових) дій, негласних слідчих (розшукових) дій, інших процесуальних дій або давати вказівки щодо їх проведення чи брати участь у них, а в необхідних випадках - особисто проводити слідчі (розшукові) та процесуальні дії; 5) доручати проведення слідчих (розшукових) дій та негласних слідчих (розшукових) дій відповідним оперативним підрозділам; 6) скасовувати незаконні та необґрунтовані постанови слідчих; 7) ініціювати перед керівником органу досудового розслідування питання про відсторонення слідчого від проведення досудового розслідування та призначення іншого слідчого за наявності підстав, передбачених цим Кодексом, для його відводу, або у випадку неефективного досудового розслідування; 8) приймати процесуальні рішення у тому числі щодо закриття кримінального провадження та продовження строків досудового розслідування за наявності підстав, передбачених законом; 9) погоджувати або відмовляти у погодженні клопотань слідчого до слідчого судді про проведення слідчих (розшукових) дій, негласних слідчих (розшукових) дій, інших процесуальних дій чи самостійно подавати слідчому судді такі клопотання; 11) повідомляти особі про підозру; 12) пред’являти цивільний позов в інтересах держави та громадян, які через фізичний стан чи матеріальне становище, недосягнення повноліття, похилий вік, недієздатність або обмежену дієздатність неспроможні самостійно захистити свої права; 13) затверджувати чи відмовляти у затвердженні обвинувального акта, клопотань про застосування примусових заходів медичного або виховного характеру, вносити зміни до складеного слідчим обвинувального акта чи зазначених клопотань, самостійно складати обвинувальний акт чи зазначені клопотання; 14) звертатися до суду з обвинувальним актом, клопотанням про застосування примусових заходів медичного або виховного характеру, клопотанням про звільнення особи від кримінальної відповідальності; 15) підтримувати державне обвинувачення в суді, відмовлятися від підтримання державного обвинувачення, змінювати його або висувати додаткове обвинувачення; 16) погоджувати запит органу досудового розслідування про міжнародну правову допомогу, передання кримінального провадження або самостійно звертатися з таким клопотанням; 17) доручати органу досудового розслідування виконання запиту (доручення) компетентного органу іноземної держави про міжнародну правову допомогу або перейняття кримінального провадження, перевіряти повноту і законність проведення процесуальних дій, а також повноту, всебічність та об’єктивність розслідування у перейнятому кримінальному провадженні; 18) перевіряти перед направленням прокуророві вищого рівня документи органу досудового розслідування про видачу особи (екстрадицію), повертати їх відповідному органу з письмовими вказівками, якщо такі документи необґрунтовані або не відповідають вимогам міжнародних договорів, згода на обов’язковість яких надана Верховною Радою України, чи законам України; 19) доручати органам досудового розслідування проведення розшуку і затримання осіб, які вчинили кримінальне правопорушення за межами України, виконання окремих процесуальних дій з метою видачі особи (екстрадиції) за запитом компетентного органу іноземної держави; 20) оскаржувати судові рішення в порядку, встановленому законом; 21) у будь-який час за посвідченням, що підтверджує займану посаду, відвідувати місця тримання затриманих та  попереднього ув’язнення, установи, у яких засуджені відбувають покарання, установи, де перебувають особи, щодо яких застосовані примусові заходи медичного або виховного характеру, та будь-які інші місця, у яких особи примусово тримаються згідно із судовим рішенням або рішенням адміністративного органу, а також  опитувати осіб, які перебувають у місцях ув’язнення, з метою отримання інформації про умови їх тримання та поводження з ними, ознайомлюватися з документами, на підставі яких ці особи тримаються в таких місцях, засуджені або до них застосовано заходи примусового характеру.
Керівництво слідством – нова функція  прокурора. Позбавляючи прокуратуру функції розслідування, КПК України закріплює новелу, за якою прокурор не тільки наглядає за слідством, а й керує ним. 
Згідно з ч. 2 ст. 36 КПК України прокурор здійснює нагляд за додержанням законів під час проведення досудового розслідування у формі процесуального керівництва досудовим розслідуванням.
Підтримка державного обвинувачення – одна з функцій прокурора, яка полягає в безпосередній його участі в розгляді судом справи і використанні повноважень обвинувача для всебічного дослідження доказів, захисту прав потерпілого та інших учасників процесу, забезпечення правосуддя і невідворотності кримінальної відповідальності за вчинений злочин.
Представництво прокурором інтересів громадян чи держави в суді полягає у здійсненні прокурором від імені держави процесуальних та інших дій, спрямованих на забезпечення інтересів держави та захисту прав, свобод і законних інтересів громадян, у разі неспроможності ними самостійно їх захищати. 

## ЛІтература
- Дворник А. Функції прокурора у досудовому кримінальному провадженні за новим КПК України.  Вісник прокуратури. 2013.  №3.  С. 104-111.
- Каркач П. М. Державне обвинувачення в суді за новим кримінальним процесуальним законодавством України : навч. посіб. / П. М. Каркач.  Х. : Право, 2013  184 с.
- Молдован А. В. Кацавець Р. С. Прокуратура України. Навчальний посібник. К.: Алерта, 2016. 270 с.
- Однолько І. Проблеми визначення ролі прокурора у координаційних повноваженнях щодо протидії злочинності. Науковий часопис Національної академії прокуратури України.  2016.  № 2.  Ч. 2.  С. 81–89.
- Попович І. М. Сторона обвинувачення у досудовому розслідуванні потребує кардинального оновлення. Вісник ХНУ ім. В. Н. Каразіна. Серія: «Право». 2018. Вип. 26. С. 125–127
- Процесуальне керівництво прокурором досудовим розслідуванням: Організаційно-правові та криміналістичні основи. Науково-практичний посібник / І. М. Козьяков, В.Т. Маляренко, Г. П. Середа, Є. Д. Скулиш, О. Н. Ярмиш. К.: Національна академія прокуратури України, 2014.  750 с.
- Прокурорський нагляд в Україні : Курс лекцій для студ. юрид. вищ. навч. закл. / В. Т. Нор, Я. О. Береський, І. І. Когутич, З. Д. Котик, М. В. Гузела; Львів. нац. ун-т ім. І.Франка. Каф. кримін. процесу і криміналістики. Л.: Тріада плюс, 2002.  280 c.
- Прокурорський нагляд за додержанням і застосуванням законів: навч. Посіб / [І. С. Зарубинська, О. М. Толочко, А. А. Матвієць, Н. С. Наулік та ін.]. К.: Алерта, 2013.  550 с.
- Руденко М. Процесуальне керівництво досудовим розслідуванням як нова функція прокуратури України: поняття, зміст і структура .  Науковий часопис Національної академії прокуратури України. 2014. № 1.  С. 160–168.
- Смирнов М. Правова природа та особливості нагляду прокурора у формі процесуального керівництва досудовим розслідуванням.  Підприємництво, господарство і право.  2016.  № 4.  108-112.
- Тертишник В. М. Кримінальний процес України. Загальна частина: підручник.  Академічне видання. Київ: Алерта, 2014.  440 с.  ISBN 978-617-566-273-1
- Тертишник В. М.,  Богатирьов І. Г. Юридична визначеність компетенцій прокуратури в умовах реалізації доктрини правовладдя. Публічне право. 2018. N 4 (32). С. 16-22.
- Тертишник В. М. Функції та повноваження органів влади і правничих інституцій  в умовах правовладдя. Суспільно політичні процеси. Науково-популярне видання «Академія політичних наук».  К., 2017. Випуск  №2-3 (6-7). С. 282-298.
- Тертишник В. Конституція України. Науково-практичний коментар. Вид. 2-ге, доповн. і перероб. Київ: Алерта, 2023.  464 с. ISBN 978-617-566-780-4
- Тертишник В. М. Кримінальний процесуальний кодекс України. Науково-практичний коментар. Вид. 21-ше, доповн. і перероб. Київ: Алерта, 2024. 1060 с. ISBN 978-617-566-823-8
- Юрчишин В. М. Місце і роль прокурора у досудовому розслідуванні та їх відображення в теорії, законодавстві і практиці: монографія. Чернівці: «Родовід», 2013. 307 с.
- Юрчишин В. М., Юрчишин Ю. В. Процесуальні засади участі прокурора у кримінальних провадженнях про корупційні злочини: монографія. Чернівці: Технодрук, 2021. 188 с.